# Álvaro Yunque
Arístides Enrique José Roque Gandolfi Herrero, conocido como Álvaro Yunque (La Plata, 20 de junio de 1889 - Tandil, 8 de enero de 1982), fue un escritor argentino, figura representativa de las letras argentinas a partir de la década de 1920, cuando comenzó a colaborar en revistas de la época y publicó sus primeros libros.
Cuentista, dramaturgo, historiador, ensayista y preponderantemente poeta, como a él le gustaba autodenominarse, su obra literaria abarca más de cincuenta títulos publicados y otros tantos inéditos.
Encabezó, junto con Leónidas Barletta, Elías Castelnuovo, César Tiempo y Roberto Mariani, entre otros, el grupo de los denominados escritores sociales, integrando con ellos el Grupo de Boedo, grupo de escritores que publicaba en la Editorial Claridad y se reunía en el Café El Japonés.

## Biografía
Fue hijo del milanés Adán Gandolfi y de Angelina Herrero. En 1896 su familia se trasladó a la ciudad de Buenos Aires y en 1901, Álvaro Yunque ingresó al Colegio Nacional Central. En 1908 inició la carrera de Arquitectura en la Universidad de Buenos Aires, carrera que abandonó en 1913 para dedicarse plenamente a las letras.
Fue colaborador de La Protesta, un diario anarquista, y de las revistas Campana de Palo, Claridad, Los Pensadores y Caras y Caretas. Tuvo a su cargo el suplemento literario de La Vanguardia, publicación socialista, así como la revista Rumbo. Posteriormente, se incorporó al Partido Comunista. Varios de sus poemas se incluyeron en los periódicos y otras publicaciones de este partido. Fue un gran amigo del pintor Argentino Alberto Bruzzone.
En 1929 se casó con Albina Gandolfi, con quien tuvo dos hijos, Adalbo y Alba. La “década infame”, iniciada tras la caída de Yrigoyen, convirtió a Álvaro Yunque en un activo intelectual antifascista. En 1935 fundó la Agrupación de Intelectuales Artistas Periodistas y Escritores. Fueron años intensos, signados por una desbordante creatividad literaria que se traduce en la publicación de artículos críticos, libros de cuentos y de poesía; sobresalen en este último género Nudo Corredizo (1930), Poemas gringos (1932). 
En 1945 dirigió el semanario El Patriota, lo que le valió la cárcel y el exilio durante el gobierno de Edelmiro J. Farrel exiliado en Montevideo durante varios meses. Al asumir Juan Domingo Perón otorgó una amnistía general para los exiliados y presos políticos, regresa Buenos Aires. En 1950 publicó en su país Prosas del autor de Martín Fierro. Selección, prólogo y notas de Enrique Herrero.
En 1964 fue designado miembro numerario de la Academia Porteña del Lunfardo y obtuvo el premio Aníbal Ponce de la Sociedad Argentina de Escritores por su obra Aníbal Ponce o los Deberes de la Inteligencia.
En 1977, la dictadura militar prohibió y quemó sus libros. No obstante, en 1979 la SADE le otorgó el Gran Premio de Honor. La censura la sufrió durante la última dictadura: tenía 88 años cuando prohibieron su participación en la Feria del Libro de 1977, y en todas las subsiguientes. Resoluciones adoptadas por Jorge Rafael Videla y Albano Harguindeguy prohibieron la circulación de sus obras y ordenaron el secuestro de los ejemplares publicados.

## Trabajos
Álvaro Yunque cultivó una literatura realista plena de inquietudes sociales, defendiendo siempre a los trabajadores, a los desposeídos y a los niños. Aunque de extracción anarquista ingresó posteriormente con muchos de sus camaradas al Partido Comunista de la Argentina en medio del debate que la Revolución de Octubre introdujo en el movimiento.
Su primer libro se publicó en 1924: Versos de la calle y La O es redonda, de poesía y le siguieron cuentos en los cuales sus personajes son niños o adolescentes en su mayoría no comprendidos o relegados por los adultos: Barcos de papel, Zancadillas, Los animales hablan, Jauja, Muchachos del Sur, La barra de Siete Ombúes, Ta-te-ti; Mocho y el espantapájaros; Nuestros muchachos; Niños de hoy; El amor sigue siendo niño; Laberinto Infantil; Las alas de la mariposa; Animalía; Cuentos con chicos; y otros.
También su inquietud social se reveló en la poesía y en ensayos históricos, productos de un trabajo literario y de investigación rigurosos: España 1936; Poetas sociales de la Argentina; Breve historia de los argentinos; Alem, el hombre de la multitud; Calfucurá, la conquista de las pampas; Aníbal Ponce o los deberes de la inteligencia.
Se destacan también sus estudios preliminares a: Instrucción del Estanciero, de José Hernández; Teatro Completo de Máximo Gorki; Don Pedro y Almafuerte; Rosas visto por un diplomático francés de A. de Brossard; Fronteras y Territorios de las Pampas del Sur, de Álvaro Barros.
Escribió obras de teatro para adultos y también para niños, muchas de las cuales fueron publicadas o estrenadas y el guion de la película La intrusa dirigido por Julio Saraceni. Sobre uno de sus cuentos Rodolfo Blasco dirigió el filme La madrastra en 1960. Sobre la base de su obra Barcos de papel se realizó la película del mismo nombre en 1963 dirigida por Román Viñoly Barreto
En 1975 recibió de la Sociedad Argentina de Escritores el premio Aníbal Ponce por su ensayo crítico sobre este pensador argentino y esa misma Sociedad lo galardonó con el Gran Premio de Honor en 1979, cuando ya estaba silenciado por la dictadura militar desde 1976.

## Obra
- Versos de la calle
- Los Cínicos
- Barcos de papel (1926)
- Zancadillas (1926)
- Tatetí. Otros barcos de papel. Cuentos de niños
- Barrett. Ensayo sobre su vida y su obra
- Jauja. Otros barcos de papel (1928)
- Descubrimiento del hijo (1931)
- Poemas gringos (1932)
- 13 años. El andador (1935)
- Bichofeo. Escenas para la vida de una sirvienta de 10 años
- Nudo corredizo
- Poncho (1938)
- La literatura social en la Argentina (1941)
- Poetas sociales en la Argentina (1943)
- Alem, el hombre de la multitud (1945). (Reeditado por Ediciones Biebel, 2010)
- Ta-te-ti. Antología poética (1924-1949) (1949)
- Poesía gauchesca y nativista rioplatense (selección y notas) (1952)
- Calfucura. La conquista de las pampas (1956- ed. Antonio Zamora, Buenos Aires)
- Bichofeo; muchachos pobres (1957)
- Los muchachos del sur (1957)
- La barra de siete ombúes (1959)
- Breve historia de los argentinos (1960)
- Ondulante y diverso (1967)
- Gorriones de Buenos Aires (1972)
- Niños de hoy

## Homenajes
- En el año 2002 se coloca la señaletica en el casa donde pasó su infancia y juventud[7]
- En el año 2008 la Universidad Nacional del Centro de la Provincia de Buenos Aires en conjunto con la Biblioteca Publica Popular Bernardino Rivadavia desarrolla "Universo Yunque"[8]